# 북위 13도
북위 13도는 적도에서 북쪽으로 13도 떨어진 위선이다. 아프리카, 아시아, 태평양, 북아메리카, 대서양을 지난다.

## 지나가는 지역
본초 자오선에서 동쪽으로 북위 13도선은 다음 지역을 지나간다.
| 좌표                                                    | 나라, 지역, 해역      | 주석                                                                                |
| ------------------------------------------------------- | --------------------- | ----------------------------------------------------------------------------------- |
| 북위 13° 0′ 동경 0° 0′  / 북위 13.000° 동경 0.000°      | 부르키나파소          |                                                                                     |
| 북위 13° 0′ 동경 1° 7′  / 북위 13.000° 동경 1.117°      | 니제르                |                                                                                     |
| 북위 13° 0′ 동경 4° 6′  / 북위 13.000° 동경 4.100°      | 나이지리아            |                                                                                     |
| 북위 13° 0′ 동경 6° 55′  / 북위 13.000° 동경 6.917°     | 니제르                | 약 14km                                                                             |
| 북위 13° 0′ 동경 7° 3′  / 북위 13.000° 동경 7.050°      | 나이지리아            |                                                                                     |
| 북위 13° 0′ 동경 8° 36′  / 북위 13.000° 동경 8.600°     | 니제르                |                                                                                     |
| 북위 13° 0′ 동경 9° 50′  / 북위 13.000° 동경 9.833°     | 나이지리아            |                                                                                     |
| 북위 13° 0′ 동경 13° 48′  / 북위 13.000° 동경 13.800°   | 차드호                | 카메룬 영해를 지나감                                                                |
| 북위 13° 0′ 동경 15° 10′  / 북위 13.000° 동경 15.167°   | 차드                  |                                                                                     |
| 북위 13° 0′ 동경 21° 54′  / 북위 13.000° 동경 21.900°   | 수단                  |                                                                                     |
| 북위 13° 0′ 동경 36° 10′  / 북위 13.000° 동경 36.167°   | 에티오피아            |                                                                                     |
| 북위 13° 0′ 동경 41° 53′  / 북위 13.000° 동경 41.883°   | 에리트레아            |                                                                                     |
| 북위 13° 0′ 동경 42° 44′  / 북위 13.000° 동경 42.733°   | 홍해                  |                                                                                     |
| 북위 13° 0′ 동경 43° 23′  / 북위 13.000° 동경 43.383°   | 예멘                  |                                                                                     |
| 북위 13° 0′ 동경 45° 10′  / 북위 13.000° 동경 45.167°   | 인도양                | 아덴만 아라비아해                                                                   |
| 북위 13° 0′ 동경 74° 47′  / 북위 13.000° 동경 74.783°   | 인도                  | 카르나타카주 - 벵갈루루를 통과함 안드라프라데시주 타밀나두주 - 첸나이 남부를 통과함 |
| 북위 13° 0′ 동경 80° 16′  / 북위 13.000° 동경 80.267°   | 인도양                | 벵골만 - 인도 인터뷰섬 바로 북쪽을 지나감                                           |
| 북위 13° 0′ 동경 92° 49′  / 북위 13.000° 동경 92.817°   | 인도                  | 안다만 니코바르 제도 - 노스안다만섬                                                 |
| 북위 13° 0′ 동경 92° 57′  / 북위 13.000° 동경 92.950°   | 인도양                | 안다만해                                                                            |
| 북위 13° 0′ 동경 98° 17′  / 북위 13.000° 동경 98.283°   | 미얀마                | 말리섬                                                                              |
| 북위 13° 0′ 동경 98° 18′  / 북위 13.000° 동경 98.300°   | 인도양                | 안다만해                                                                            |
| 북위 13° 0′ 동경 98° 36′  / 북위 13.000° 동경 98.600°   | 미얀마                |                                                                                     |
| 북위 13° 0′ 동경 99° 11′  / 북위 13.000° 동경 99.183°   | 태국                  |                                                                                     |
| 북위 13° 0′ 동경 100° 4′  / 북위 13.000° 동경 100.067°  | 방콕만                |                                                                                     |
| 북위 13° 0′ 동경 100° 56′  / 북위 13.000° 동경 100.933° | 태국                  |                                                                                     |
| 북위 13° 0′ 동경 102° 32′  / 북위 13.000° 동경 102.533° | 캄보디아              | 톤레사프호를 통과함                                                                 |
| 북위 13° 0′ 동경 107° 30′  / 북위 13.000° 동경 107.500° | 베트남                |                                                                                     |
| 북위 13° 0′ 동경 109° 23′  / 북위 13.000° 동경 109.383° | 남중국해              |                                                                                     |
| 북위 13° 0′ 동경 120° 46′  / 북위 13.000° 동경 120.767° | 필리핀                | 민도로섬                                                                            |
| 북위 13° 0′ 동경 121° 29′  / 북위 13.000° 동경 121.483° | 타블라스 해협         | 필리핀 마에스트로데캄포섬 바로 북쪽을 지나감                                        |
| 북위 13° 0′ 동경 122° 0′  / 북위 13.000° 동경 122.000°  | 시부얀해              | 필리핀 반톤섬 바로 북쪽을 지나감                                                    |
| 북위 13° 0′ 동경 123° 1′  / 북위 13.000° 동경 123.017°  | 필리핀                | 부리아스섬                                                                          |
| 북위 13° 0′ 동경 123° 8′  / 북위 13.000° 동경 123.133°  | 부리아스 해협         |                                                                                     |
| 북위 13° 0′ 동경 123° 28′  / 북위 13.000° 동경 123.467° | 필리핀                | 루손섬                                                                              |
| 북위 13° 0′ 동경 124° 9′  / 북위 13.000° 동경 124.150°  | 태평양                | 괌 바로 남쪽을 지나감                                                               |
| 북위 13° 0′ 서경 87° 38′  / 북위 13.000° 서경 87.633°   | 니카라과              | 코시귀나 화산을 통과함                                                              |
| 북위 13° 0′ 서경 87° 30′  / 북위 13.000° 서경 87.500°   | 태평양                | 폰세카만                                                                            |
| 북위 13° 0′ 서경 87° 19′  / 북위 13.000° 서경 87.317°   | 온두라스              | 국토 최남단                                                                         |
| 북위 13° 0′ 서경 87° 1′  / 북위 13.000° 서경 87.017°    | 니카라과              |                                                                                     |
| 북위 13° 0′ 서경 83° 32′  / 북위 13.000° 서경 83.533°   | 카리브해              |                                                                                     |
| 북위 13° 0′ 서경 61° 15′  / 북위 13.000° 서경 61.250°   | 세인트빈센트 그레나딘 | 베키아섬                                                                            |
| 북위 13° 0′ 서경 61° 13′  / 북위 13.000° 서경 61.217°   | 대서양                | 바베이도스 바로 남쪽을 지나감                                                       |
| 북위 13° 0′ 서경 16° 45′  / 북위 13.000° 서경 16.750°   | 세네갈                |                                                                                     |
| 북위 13° 0′ 서경 11° 25′  / 북위 13.000° 서경 11.417°   | 말리                  |                                                                                     |
| 북위 13° 0′ 서경 4° 16′  / 북위 13.000° 서경 4.267°     | 부르키나파소          |                                                                                     |

## 같이 보기
- 북위 12도
- 북위 14도